# Heptere
Plinio el Viejo atrribuye la creación del buque de guerra heptere o septirreme (latín septiremis, griego antiguo ἑπτήρης/ heptērēs)  a Alejandro Magno,: «desde la nave de siete filas hasta las de diez, según  Mnesigitón, Alejandro Magno». Quinto Curcio Rufo lo corrobora, e informa de que el rey dio órdenes para cortar madera para 700 hepteres en el Monte Líbano, para ser usadas en su proyecto de circunnavegación de la península arábiga y de África.
Demetrio Poliorcetes tuvo siete de estos barcos, construidos en Fenicia; posteriormente Ptolomeo II (c. 283–246  a. C.) construyó 36. Pirro de Epiro (c. 306–302 a. C. y 297–272 a. C.) también tuvo al menos un «siete filas», que fue capturado por los cartagineses y, finalmente, perdió en Milas.
Presumiblemente, el heptere derivaba del hexere, con la adición de un remero colocado de pie en el nivel más bajo de la nave.